# Bullet with Butterfly Wings
Bullet with Butterfly Wings är en låt av det amerikanska rockbandet The Smashing Pumpkins, skriven av sångaren och gitarristen Billy Corgan. Låten var ledande singel från dubbelalbumet Mellon Collie and the Infinite Sadness och utgavs 24 oktober 1995. Den blev en framgångsrik singel och vann även priset för Best Hard Rock Performance vid 1997 års Grammy Awards. Låten rankades nummer 70 på Rolling Stones lista "The 100 Greatest Guitar Songs of All Time".

## Musikvideo
En musikvideo till låten regisserades av Samuel Bayer och framställer hur bandet, iklädda väldigt glammiga kläder, spelar för en massa leriga arbetare. Videon är den sista som gjordes innan Billy Corgan rakade sitt huvud. 

## Låtlista
1. "Bullet with Butterfly Wings" (Billy Corgan) – 4:16
2. "...Said Sadly" (James Iha) – 3:09

"...Said Sadly" gästas av Veruca Salt-sångaren Nina Gordon

## Medverkande
- Billy Corgan – sång, gitarr
- James Iha – gitarr
- D'arcy Wretzky – bas
- Jimmy Chamberlin – trummor